# Giacomo da Cerqueto
Giacomo da Cerqueto (Cerqueto, 1285 – Perugia, 17 aprile 1366) è stato un presbitero italiano agostiniano, il suo culto come beato è stato confermato da papa Leone XIII nel 1895.

## Biografia
Originario di Cerqueto, abbracciò la vita religiosa nell'ordine agostiniano tra i frati del convento di Perugia.
Secondo una leggenda agiografica, tracciando un segno di croce riuscì a far tacere delle rane che, gracidando in uno stagno vicino al convento, disturbavano la celebrazione della messa.

## Il culto
Papa Leone XIII, con decreto del 10 giugno 1895, ne confermò il culto con il titolo di beato.
Il suo corpo, già venerato in Sant'Agostino a Perugia, fu traslato a Cerqueto il 21 aprile 1956.
Il suo elogio si legge nel martirologio romano al 17 aprile.